# ロブスター・テレフォン

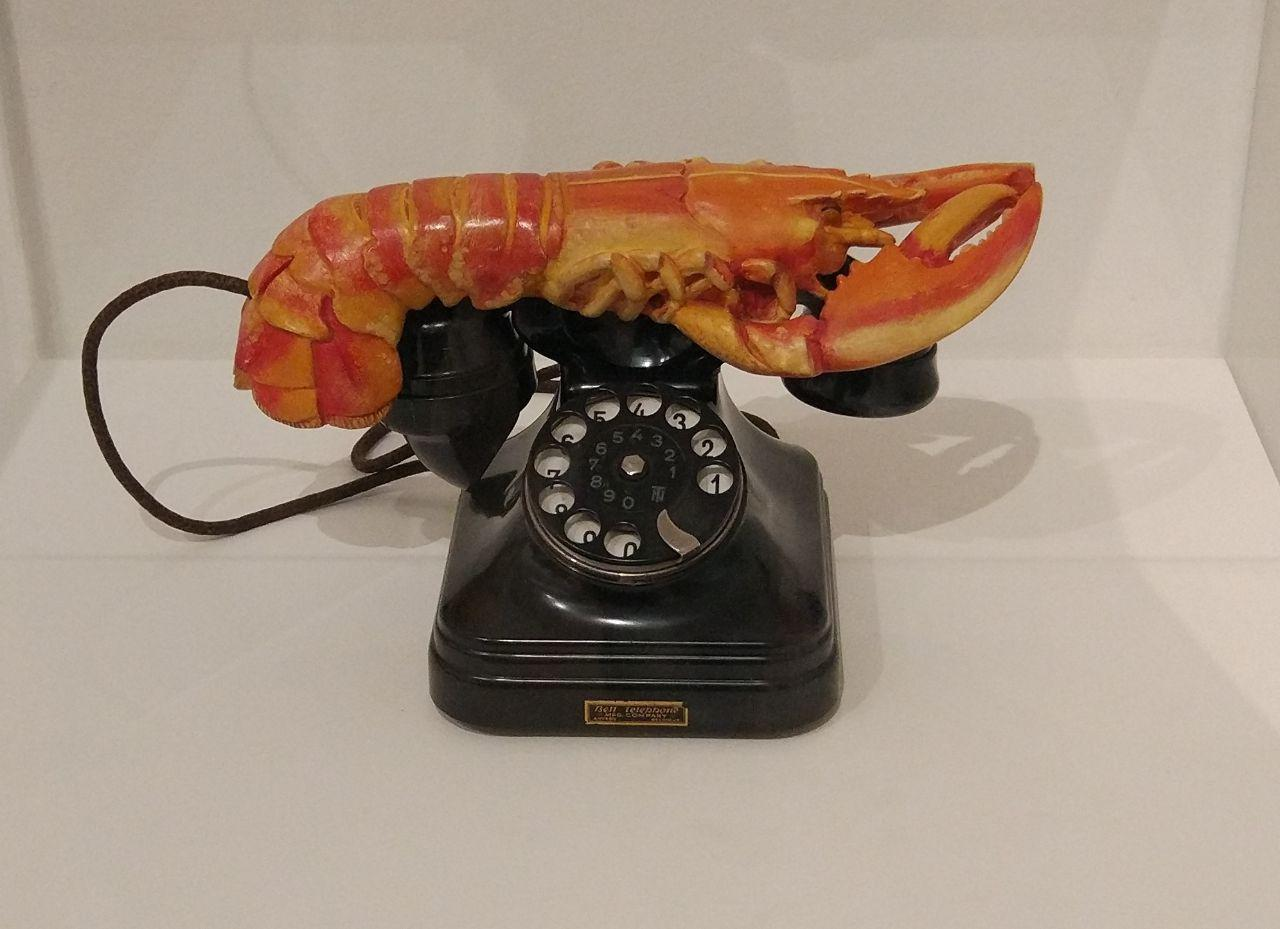

ロブスター・テレフォン（Lobster Telephone、ロブスター電話とも）は、サルバドール・ダリにより1936年に制作されたシュールレアリスム作品。この作品はシュールレアリスム作品のコレクターであったイギリスの詩人エドワード・ジェームズに向けて作られたものである。ダリは1942年の著書 The Secret Life of Salvador Dalí の中でレストランでロブスターのグリルを頼んだ時にゆでた電話が提供されなかった理由を知りたいという自身の欲求をからかうように書いている。

## 概要
この作品は普通に動作する電話機と石膏で作られたロブスターを組み合わせたものである。大きさは約15 × 30 × 17 cm。
シュールレアリスムの作品の典型例であり、通常は互いに関連付けられていない物の組み合わせから作成され、遊び心と威嚇の両方をもたらす。ダリはそのような物体が無意識の秘密の欲望を明らかにする可能性があると考えていた。ロブスターと電話はダリに対して強い性的な意味合いを持っていた。電話は Mountain Lake などの1930年代後半の絵画に登場し、ロブスターは通常エロティックな喜びと痛みに関連する絵画やデザインに現れる。1939年のニューヨーク万国博覧会では、Dream of Venusというタイトルのマルチメディア体験を作成した。これはホルスト・P・ホルストとジョージ・プラット・ラインスが撮影したイベントである新鮮なシーフードで作られた「コスチューム」でヌードモデルをドレスアップすることを一部として構成されていた。ロブスターは、モデルの女性の性器を覆うために使用された。ダリはしばしば食べ物と性の間に密接な類似性を描いた。ロブスター・テレフォンにおいては、性器が位置する甲殻類の尾は、電話機の送話器部の真上に配置されている。

## 現在の所在地
ダリはロブスター・テレフォンの色付きバージョンを5つ制作した。現在は以下の5つのコレクションの一部になっている。
- Espace Dalí（フランス、パリ）[4]
- en:Museum für Kommunikation Frankfurt（ドイツ、フランクフルト）[5]
- オーストラリア国立美術館（オーストラリア、キャンベラ）[6]
- テート・モダン（イギリス、ロンドン）[7]
- en:West Dean College（イギリス、ウェスト・ディーン（英語版））[8]

## オフホワイトバージョン
色がオフホワイトになったバージョンも制作している。6つが以下の美術館などで展示されている。
- en:Salvador Dalí Museum（アメリカ、セントピーターズバーグ）
- Centro Cultural de Belém（ポルトガル、リスボン）
- ヨハネスブルグ美術館（南アフリカ、ヨハネスブルグ）
- ミネアポリス美術館（アメリカ、ミネアポリス）
- ボイマンス・ヴァン・ベーニンゲン美術館（オランダ、ロッテルダム）[9]
- スコットランド国立近代美術館（イギリス、エディンバラ）[10][11]